# 布莱克本里彭鱼雷轰炸机

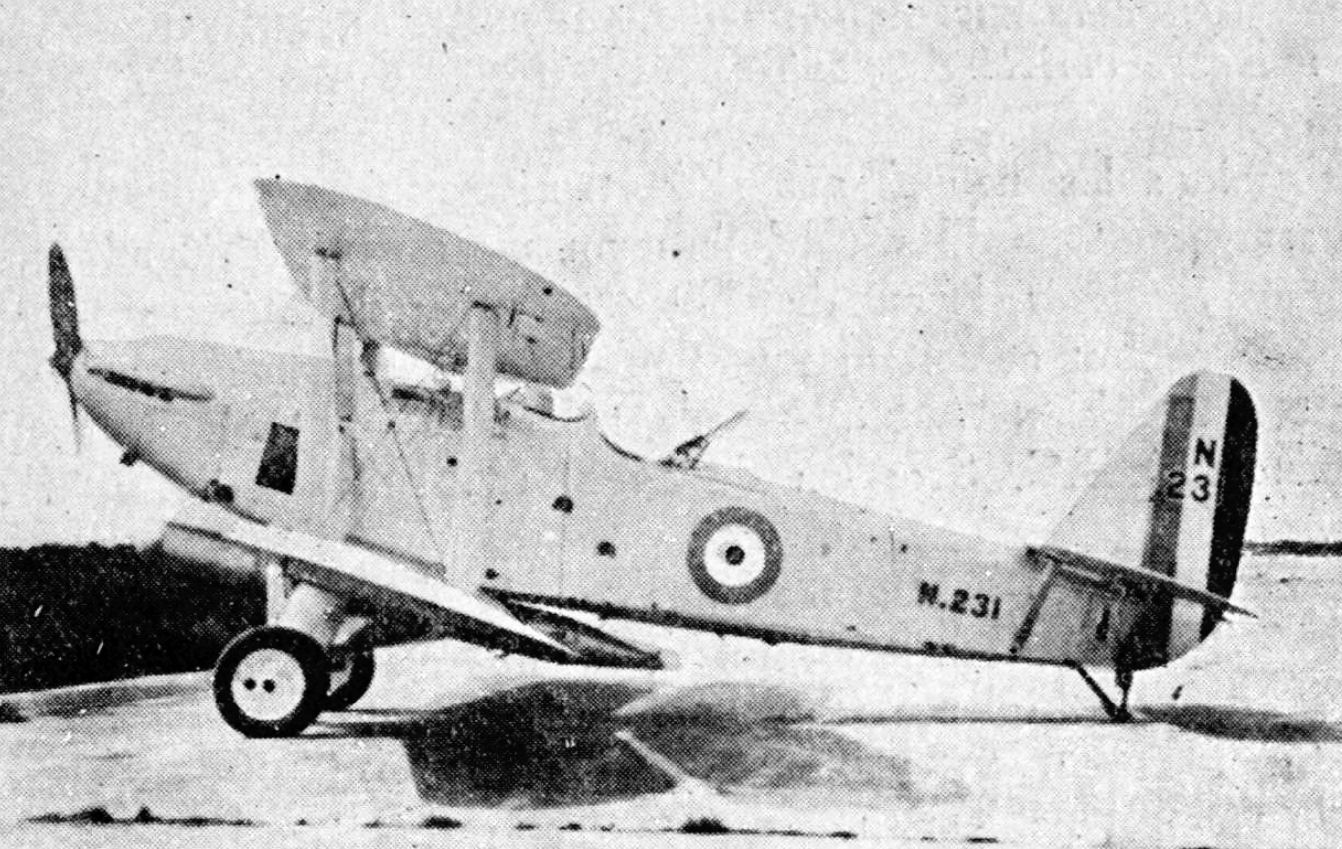
1929年的布莱克本里彭 Mk. II

布莱克本T.5“里彭”（英語：Blackburn Ripon）是由英国布莱克本飞机公司设计和生产的双翼舰载鱼雷轰炸机。
里彭的设计初衷是响应英国空军部21/23号规范的要求，设计一款既能用作鱼雷轰炸机又能用作侦察机的新机型取代英国舰队航空兵的布莱克本“标枪”鱼雷轰炸机。原型机于1926年4月17日首飞。随后的生产型则有所改进，配备了更高效的发动机、更大的方向舵并增大了机翼后掠角。
里彭在1930年至1935年间在英国舰队航空兵服役，此后被其改进型布莱克本“巴芬”取代。里彭也被授权在芬兰生产，在芬兰空军服役期间参加了冬季战争和继续战争，通常执行夜间侦察任务。日本三菱重工业委托布莱克本代为设计的八九式艦上攻擊機也是基于里彭改进而来。

## 发展

### 研发背景
20世纪20年代中期，英国空军部发布了21/23号规范，要求设计一款既能用作鱼雷轰炸机又能用作侦察机的飞机来取代英国舰队航空兵的单座布莱克本“标枪”鱼雷轰炸机。根据规定，新机型应有一名飞行员和一名领航员兼机枪手，且最大续航时间至少为12小时，以协助执行远程侦察任务。此外，规定要求其起落架应可在轮式和浮筒式之间切换，以方便在陆地和海上起降。虽然后来对超远航程的要求大幅放宽，但空军部对双人机组的要求仍维持不变。
1925年，在F·A·邦普斯（英語：F. A. Bumpus）的领导下，布莱克本开始着手设计符合规范的飞机。最终设计完成的里彭安装纳皮尔“狮”Ⅴ型发动机，结构上大量借鉴了前代布莱克本“韦罗斯”海防水上飞机，但使用单翼梁机翼，且下翼面与机身连接处具有一定下反角。主翼下翼面的翼展略大于上翼面。机身中部装有155加仑的大型油箱。自卫武器为一挺安装在后座旋转支架上的刘易斯机枪。里彭可挂载六枚230磅炸弹，或三枚520磅炸弹，或一枚18英寸鱼雷。
里彭一共生产了两架原型机。1926年4月17日，第一架原型机以陆上飞机的配置进行了首飞，由布尔曼（英語：P. W. S Bulman）驾驶。同年8月26日，第二架原型机以水上飞机的配置进行了首飞，试飞员是伍德黑德（英語：N. H. Woodhead）。1926年12月，费利克斯托的海军航空实验机构开始对该飞机进行正式评估。里彭的竞争对手包括汉德利·佩奇“哈罗”和阿芙罗“水牛”，但评估结果表明三款参与竞争的机型均未达到要求。于是布莱克本对里彭进行了重新设计，改进发动机，增大方向舵，并增大机翼后掠角。经过第二轮评估，修改后的里彭胜选并获得了生产合同。

### 投入生产
第一架生产型飞机于1927年底首飞。这架飞机被称为T.5A“里彭Ⅱ”。由于设计上的改进，其外观与原型机相比已截然不同，例如由于采用了新型发动机散热器，机头整流罩变得更尖。起落架也被重新设计。机体结构与原型机基本一致。机枪旋转架经过重新设计，位置更低，并在后甲板上增加了一个插槽以便在不用时锁定；驾驶舱也向后延伸，以容纳更多设备。
1928年5月15日，量产机型首次公开亮相并进行飞行表演，在亨伯河上空演习投放鱼雷，并在媒体面前进行特技飞行。1928至1929年期间，布莱克本共获得20架里彭Ⅱ的订单。1930年初，布莱克本又获得了40架改进型里彭ⅡA的订单。这一改型减小了翼展、改用硬铝翼肋和较小的方向舵，增加了一挺向前射击的维克斯机枪，全机重量有所增加。由于将部分零部件制造分包给英国航空制造商博尔顿保罗飞机公司，这一时期每周可以生产两架里彭。
1931至1932年间，布莱克本共生产了31架新改型T.5B“里彭ⅡC”，它也是里彭的最后一个子型号。其主翼后掠角更大，并且主翼结构中不再使用木材。1932年，军方决定将早期型号升级到里彭ⅡC标准。最后4架里彭ⅡC作为备件，于1933年1月至1934年1月间制造完成。随后，布莱克本在里彭的基础上研制了更先进的“巴芬”鱼雷轰炸机。从1934年1月开始，巴芬开始在艦隊航空隊服役，逐渐取代里彭。许多里彭被送回布莱克本并改装成巴芬。
除了英国军方外，布莱克本还大力向潜在的海外客户推销里彭。由于纳皮尔“狮”型发动机的后期型号当时仍在官方保密法案上，布莱克本将其更换为宝马或伊斯帕诺-西扎的发动机。布莱克本曾向西班牙海军推销专为其设计的衍生型号T.5C，但最终未获订单。1928年8月，芬兰订购了一架特供版飞机；这架飞机被命名为“T.5D”，配备布里斯托尔-朱庇特星型发动机和可更换的轮式和浮筒式起落架，于1929年9月29日交付芬兰空军。芬兰还从布莱克本购买了生产里彭的许可，芬兰生产的型号被命名为里彭ⅡF，字母F代表芬兰（英語：Finland）。
1929年11月26日T.5E“里彭Ⅲ”首飞，它不仅采用全金属结构，机身线条也截然不同。但其设计并不成功，因此最终仅制造了一架，后被作为实验机。

## 作战历史

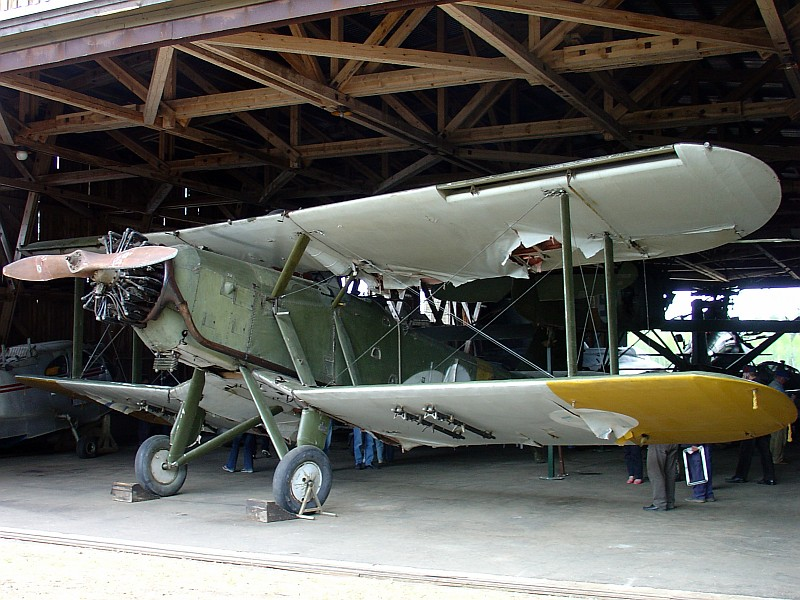
唯一保存完好的布莱克本“里彭”飞机，搭载阿姆斯特朗·西德利豹式星型发动机。该机现藏于芬兰阿西卡拉的派亚奈·塔瓦斯蒂亚航空博物馆。

1929年，里彭进入舰队航空兵服役。当年一月，六架里彭加入皇家海军“暴怒”号航空母舰上的第462舰队鱼雷轰炸机中队。1931年初，5架里彭ⅡA由皇家海军“鹰”号航空母舰运往阿根廷布宜諾斯艾利斯，在3月举行的大英帝国博览会上进行展出，并在南美进行了一系列编队飞行展示。
在舰队航空兵服役期间，它通常使用传统的轮式起落架，从海军的航空母舰上起降；尽管它可以改装成水上飞机，但在服役过程中很少安装浮筒。里彭一直作为舰队航空兵的主力鱼雷轰炸机服役，然而从1934年1月起，里彭逐渐被布莱克本“巴芬”鱼雷轰炸机取代，最后一批在役的里彭隶属于皇家海军暴怒号航空母舰上的第811中队。
芬兰空军共拥有26架里彭飞机，首架由布莱克本制造，另外25架则由布莱克本授权芬兰飞机制造厂生产。这些飞机装有多种不同的星形发动机：布莱克本生产的首架机装有530马力（395千瓦）的布里斯托尔“木星”Ⅶ发动机；芬兰产的首批7架里彭安装480马力（360千瓦）诺姆罗纳“木星”Ⅵ型发动机；第二批次8架飞机安装535马力（399千瓦）阿姆斯特朗·西德利“豹”式发动机；在第三批次10架飞机中，前9架拥有 580马力（430千瓦）布里斯托尔“飞马”发动机，最后一架配备了650马力（485千瓦）的伊斯帕诺-西扎12Nbr发动机。芬兰的里彭飞机通常驻扎在图尔金萨里、索尔塔瓦拉和圣塔哈米纳岛。
在冬季战争和继续战争期间，芬兰空军均使用里彭执行对抗苏联军队的作战任务。1939年末，一架里彭被苏联战斗机击落后，里彭飞机的日常飞行任务被限制在夜间。它执行了各种各样的任务，包括例行侦察飞行、U型潜艇巡逻、伤员后送、传单投放和空中补给。1944年12月15日，最后一架里彭退役。它在战后被重新组装并在芬兰派亚奈·塔瓦斯蒂亚航空博物馆展出。它也是世界上唯一一架保存至今的里彭飞机。

### 引用
1. ↑  . BAE Systems.   [2023-08-01].
2. 1 2 3 4  Jackson（1968年），第215页
3. 1 2  Francis（1994年），第182页
4. 1 2 3  Jackson（1968年），第216页
5. ↑  Francis（1994年），第183页
6. ↑  Jackson（1968年），第217-218页
7. ↑  Jackson（1968年），第218页
8. ↑  Jackson（1968年），第220页
9. ↑  Jackson（1968年），第221页
10. ↑  Jackson（1968年），第222页
11. 1 2 3 4  Francis（1994年），第184页
12. 1 2 3 4  Jackson（1968年），第223页
13. ↑  Jackson（1968年），第223-224页
14. ↑  Jackson（1968年），第225-227页
15. ↑  Francis K., Mason (1994). The British Bomber since 1914. Putnam Aeronautical Books. ISBN 0-85177-861-5.
16. ↑  Jackson（1968年），第220-221页
17. ↑  Jackson（1968年），第218-219页
18. 1 2  Jackson（1968年），第224页
19. 1 2  Green, William. . London: Macdonald. 1967.
20. ↑  Jackson（1968年），第225页
21. ↑  Kauppinen, Jukka O.; Riihelä, Hannu. . Virtuaalilentäjät – Virtual Pilots ry. 2006-05-25  [2008-03-22] （芬兰语）.